# Blennophis anguillaris
Blennophis anguillaris är en fiskart som först beskrevs av Valenciennes, 1836.  Blennophis anguillaris ingår i släktet Blennophis och familjen Clinidae. Inga underarter finns listade.